# Roche-la-Molière
Roche-la-Molière là một xã trong tỉnh Loire in the Auvergne-Rhône-Alpes region miền trung nước Pháp.